# 青野楓
青野 楓（あおの かえで、1992年〈平成4年〉11月21日 - ）は、日本の女優、モデル。
兵庫県伊丹市出身。ニュートラルマネジメント所属。フジテレビ『めざましテレビ』元イマドキガール。

## 人物
特技は利き海苔。
小学1年生から空手道場に入り、12歳で黒帯取得。空手はフルコンタクトを経験。
アイスクリームが好きで、Instagramに記録用のアカウントを作成している。

## 略歴
2012年、フジテレビ『めざましテレビ』毎週火曜日レギュラー、雑誌「with」モデル。
2014年、アクションプロデューサー西冬彦の目に留まり、映画『ハイキック・エンジェルス』で女優デビュー。
2017年、Production I.G・CLAMP原作の『阿修羅少女〜BLOOD-C異聞〜』で初主演。第70回カンヌ国際映画祭で上映もされた。

## 出演

### 舞台
- NEGA「ペルソナ4 ジ・アルティメット イン マヨナカアリーナ」- ラビリス 役
  - P4U（2014年12月19日 - 26日、東京芸術劇場プレイハウス） [3]
  - P4U2（2016年7月6日 - 10日、シアターGロッソ）[4]
- BLOOD-C〜The LAST MIND〜（2015年7月2日 - 5日、世田谷パブリックシアター） - オリジナルキャラクター・蘭 役[5]
- 攻殻機動隊ARISE：GHOST is ALIVE（2015年11月5日 -15日、東京芸術劇場プレイハウス） - 主演・草薙素子 役[6]
- 口紅（2016年11月9日 - 14日、赤坂RED/THEATER）
- 里見八犬伝（2017年4月15日 - 5月31日、全国13カ所） - 浜路 役[7]
- PSYCHO-PASS サイコパス Virtue and Vice 2（2020年11月20日 - 29日、明治座 / 12月3日 - 06日、COOL JAPAN PARK OSAKA） - 逆咲一花 役

### 映画
- ハイキック・エンジェルス（2014年6月21日） - 赤城マキ 役[8]
- 阿修羅少女〜BLOOD-C異聞〜（2017年8月26日） - 主演・蘭 役[9]
- 劇場版 コード・ブルー -ドクターヘリ緊急救命-（2018年7月27日） - 看護師 役
- ニセコイ（2018年12月21日） - 鶫誠士郎 役[10]
- 劇場版シグナル 長期未解決事件捜査班（2021年4月2日） - 安西理香 役[11]

### テレビドラマ
- 牙狼-GARO- -魔戒烈伝- 第9話（2016年6月3日、テレビ東京） - ユキノ（アンタイオス人間態） 役
- カルテット 第1話（2017年1月17日、TBS）
- 東京タラレバ娘 第4話（2017年2月8日、日本テレビ） - アオイ 役
- マッサージ探偵ジョー 第1話（2017年4月8日、テレビ東京） - 甲斐田希美 役
- CRISIS 公安機動捜査隊特捜班 第7話（2017年5月23日、関西テレビ・フジテレビ） - 島仲 役
- 内閣情報調査室 特命調査官・ハト（2017年12月10日、テレビ朝日） - 西浦美里 役
- シグナル 長期未解決事件捜査班（2018年4月10日 - 6月12日、関西テレビ・フジテレビ系） - 安西理香 役
  - シグナル 長期未解決事件捜査班 スペシャル（2021年3月30日）
- 絶対零度 〜未然犯罪潜入捜査〜 第7話（2018年8月20日、フジテレビ） - 新谷涼子 役[2]
- ハゲタカ 第7話・最終回（2018年8月30日・9月6日、テレビ朝日） - 桜井加奈 役
- イノセンス 冤罪弁護士 第3話（2019年2月2日、 日本テレビ） - 白川美紀 役
- 騎士竜戦隊リュウソウジャー 第24話（2019年9月1日、テレビ朝日） - 八尾増麻央 役
- FLY! BOYS, FLY! 僕たち、CAはじめました（2019年9月24日、関西テレビ・フジテレビ）
- バベル九朔（2020年10月20日（19日深夜） - 、日本テレビ） - カラス女 役[12]
- ケイ×ヤク -あぶない相棒- 第4話（2022年2月2日 - 、読売テレビ・日本テレビ） - 謎の女（槙村エミリ）役 [13] [14]
- プライベートバンカー 第4話（2025年1月30日、テレビ朝日） - 岩崎愛美 役

### その他のテレビ番組
- めざましテレビ（2012年4月 - 6月、フジテレビ） - イマドキガール / 火曜レギュラー
- 痛快TV スカッとジャパン（フジテレビ）
  - 「私のおかげだねオンナ」（2017年7月24日）
  - 「お土産に難くせオンナ」（2018年5月14日） - 川田瑠奈 役

### 配信ドラマ
- 踊る大空港、或いは私は如何にして踊るのを止めてゲームのルールを変えるに至ったか。（2016年11月1日 - 、ネスレシアター） - 牧村咲良 役
- SICK'S 恕乃抄 〜内閣情報調査室特務事項専従係事件簿〜 第4話・第5話（2018年、Paravi） - 謎の覆面女性 役

### CM
- Samantha Tiara（2014年6月 - ）
- 新光重機 企業CM（2015年4月 - ）[15]
- 日本コカ・コーラ い・ろ・は・す 「い・ろ・は・す 驚きのメロンクリームソーダ」篇（2018年3月20日 - ）
- 日産自動車 ノート（アクセルひとつで思いのままに篇）（2021年11月2日-）
- ごじょいる あんしん祭典「登場」篇（2025年5月26日 - ）[16]